# Thomas H. Moorer
Thomas Hinman Moorer (ur. 9 lutego 1912 w Mount Willing w stanie Alabama, zm. 5 lutego 2004 w Bethesda w stanie Maryland) – amerykański dowódca wojskowy, admirał, Chief of Naval Operations (1967–1970), przewodniczący Kolegium Połączonych Szefów Sztabów (1970–1974).

## Życiorys
Uczestnik walk podczas II wojny światowej, m.in. stacjonował w bazie Marynarki Wojennej Stanów Zjednoczonych w Pearl Harbor w dniu ataku japońskiego – 7 grudnia 1941. W kolejnych latach brał udział w lotach patrolowych i bojowych, był wielokrotnie odznaczany za dzielność.
Po wojnie kontynuował karierę oficerską. W 1967 prezydent Lyndon Johnson mianował go szefem operacji marynarki wojennej. W 1969 potwierdził go na tym stanowisku prezydent Richard Nixon. Od lipca 1970 do lipca 1974, w okresie m.in. wojny wietnamskiej, był przewodniczącym Połączonego Kolegium Szefów Sztabów.

## Odznaczenia i wyróżnienia
- Medal Departamentu Obrony za Wybitną Służbę – dwukrotnie
- Medal Marynarki Wojennej za Wybitną Służbę – pięciokrotnie
- Srebrna Gwiazda
- Legia Zasługi
- Zaszczytny Krzyż Lotniczy
- Purpurowe Serce
- US Navy Presidential Unit Citation
- Medal Amerykańskiej Służby Obronnej
- Medal Kampanii Amerykańskiej
- Medal Kampanii Azji-Pacyfiku
- Medal Kampanii Europy-Afryki-Bliskiego Wschodu
- Medal Zwycięstwa w II Wojnie Światowej
- Medal Służby Okupacyjnej Marynarki Wojennej
- Medal Służby w Chinach
- Medal Służby Obrony Narodowej
- Armed Forces Expeditionary Medal
- Vietnam Service Medal
- Wielki Oficer Orderu Zasługi Marynarki Wojennej (Brazylia)
- Komandor Legii Honorowej (Filipiny)
- Filipiński Medal Obrony (Filipiny)
- Krzyż Wielki Zasługi Morskiej (Hiszpania)
- Krzyż Wielki Order Oranje-Nassau (Holandia)
- Wielka Wstęga Orderu Wschodzącego Słońca (Japonia)
- Order of National Security Merit – Tong-Il Medal (Korea Południowa)
- Wielki Krzyż Zasługi Orderu Zasługi Republiki Federalnej Niemiec (Niemcy)
- Krzyż Wielki Orderu Świętego Olafa (Norwegia)
- Krzyż Wielki Orderu Wojskowego Avis (Portugalia)
- Wielka Wstęga Specjalna Orderu Chmury i Sztandaru (Tajwan)
- Order Zasługi dla Marynarki Wojennej I klasy (Wenezuela)
- Medal „Za kampanię wietnamską” (Wietnam Południowy)
- Kawaler Krzyża Wielkiego Orderu Wojskowego Włoch (Włochy)
- Gray Eagle Award
- i inne